# Moskwicz 402
Moskwicz 402 (ros. Москвич 402) – radziecki samochód osobowy produkowany przez Moskiewską Fabrykę Samochodów Małolitrażowych (MZMA – Moskowskij Zawod Małolitrażnych Awtomobilej) w latach 1956 – 1958.
Łącznie wyprodukowano 87 658 sztuk pojazdu wraz z odmianami. Moskwicz 402 zastąpił na taśmach produkcyjnych poprzednią, wywodzącą się z przedwojennego Opla Kadetta rodzinę samochodów 400 i 401, w 1956 roku. Samochód otrzymał bardziej nowoczesną od poprzednika karoserię z przestronnym, komfortowym wnętrzem i oddzielną przestrzenią bagażową w nadwoziu typu sedan. Głównym mankamentem pojazdu był odziedziczony po poprzedniku dolnozaworowy 4-cylindrowy silnik o pojemności 1220 cm³ i mocy 35 KM. Była to technicznie przestarzała konstrukcja, mająca początek swej historii jeszcze w latach 30. XX w. Po dwóch latach produkcji nowy Moskwicz doczekał się zmodyfikowanej jednostki napędowej – górnozaworowego silnika o pojemności 1360 cm³ rozwijającego 45 KM. Pojazd z tym silnikiem otrzymał oznaczenie Moskwicz 407 i zastąpił model 402.
Produkowano także małoseryjną wersję uterenowioną z napędem na cztery koła i podwyższonym zawieszeniem nazwaną Moskwicz 410 oraz kombi Moskwicz 423.

## Historia modelu

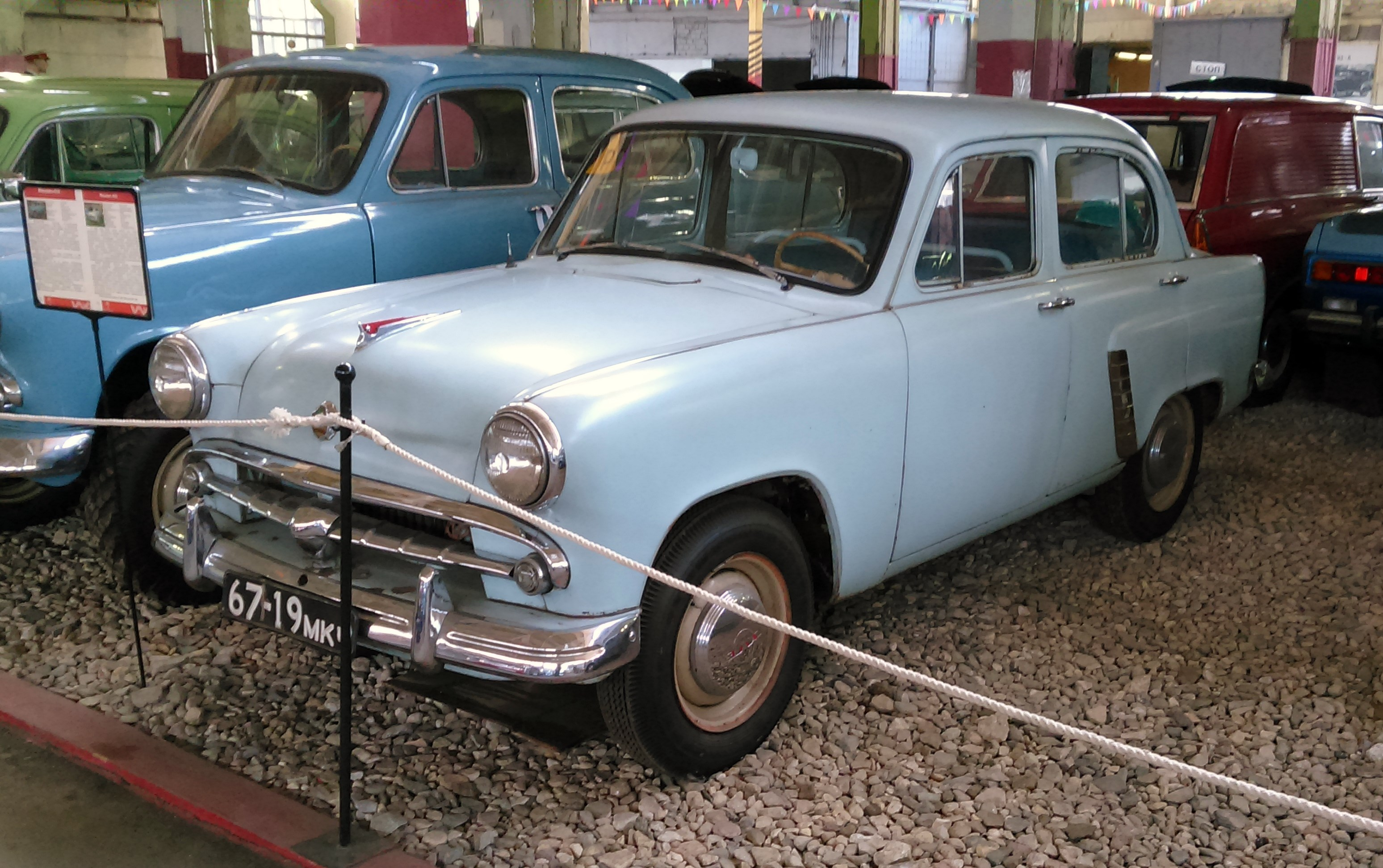
Moskwicz 402 w moskiewskim muzeum transportu

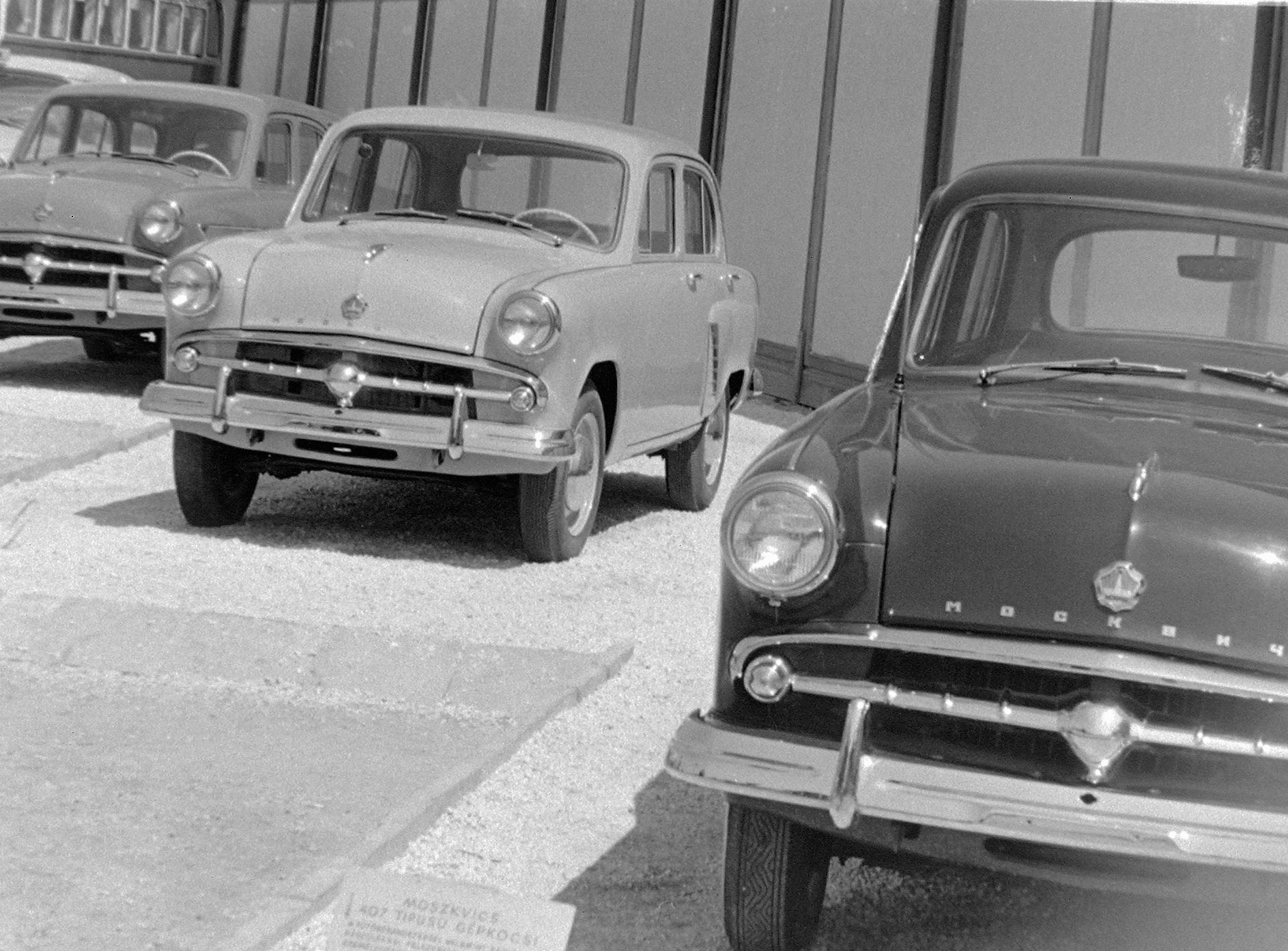
Moskwicze 402

W zakładach MZMA w 1950 roku przystąpiono do projektowania nowego nadwozia, oznaczonego jako model 425. Miało ono stać się podstawą nowego małolitrażowego pojazdu wytwarzanego przez tę fabrykę. Głównym konstruktorem zakładów był Aleksandr Andronow. Pierwszy, doświadczalny egzemplarz samochodu był gotowy już w połowie 1951 roku. Zgodnie z przyjętą w fabryce zasadą pojazd oznaczono indeksem «402-425», w którym pierwszy człon oznaczał model silnika, a drugi rodzinę karoserii. Warto zauważyć, że późniejsze sedany z tej rodziny miały handlowe oznaczenie po prostu Moskwicz 402 (a nie 425 – przy takim oznaczeniu pozostano w dokumentacji technicznej pojazdu).
Przy opracowywaniu nowego Moskwicza dla przeprowadzenia dokładnych badań i testów, zakupiono sześć zagranicznych samochodów z podobnego segmentu: włoskie – Fiat 1100 i Lancia Aurelia, francuskie – Simca Aronde i Citroën 2CV, angielskie – Hillman Minx, Ford Consul i Javelin Jovett oraz niemiecki Ford Taunus. Mimo że żaden z tych samochodów nie został potraktowany jako prototyp w czystym rozumieniu, to na pewno rozwiązania techniczne stosowane w tych konstrukcjach stały się bodźcem do stworzenia nowego, oryginalnego projektu samochodu.
Prototypowe pojazdy poddawano wszechstronnym próbom. Jeden z trzech doświadczalnych egzemplarzy nowego Moskwicza, po pomyślnym zaliczeniu testów fabrycznych, wystawiony został na targach WDNCh (dawne całoroczne expo w Moskwie, prezentujące osiągnięcia poszczególnych republik ZSRR).
Pierwszy seryjnie wyprodukowany egzemplarz opuścił bramy MZMA 20 kwietnia 1956 roku.

## Budowa
Seryjne pojazdy zostały wyposażone w inną, niż w prototypach osłonę chłodnicy, chromowaną nakładkę na przednią krawędź błotnika wytłoczonego na tylnych drzwiach oraz w rynienki dachu. Wnętrze pojazdu było bardziej przestronne i komfortowe, niż w poprzednim modelu, bez problemu mieściło 5 pasażerów. Przednia niedzielona kanapa była regulowana, można było m.in. odchylać oparcie. Można też było wymontować kanapę, zamontować oparciem w przód samochodu i –  w połączeniu z tylną kanapą oraz po rozłożeniu oparcia – uzyskać wygodną przestrzeń do leżenia dla dwóch osób.
Nowością w modelu 402 i w ogóle w samochodach radzieckich były jednoczęściowe (niedzielone) panoramiczne szyby – przednia i tylna. Zawieszenie przednie wykonano w oparciu o sprężyny śrubowe z hydraulicznymi amortyzatorami teleskopowymi obustronnego działania (także po raz pierwszy w ZSRR) i stabilizatorem poprzecznym. Z tyłu pojazd otrzymał podłużne resory piórowe, również z hydraulicznym tłumieniem drgań. Kabinę samochodu wyposażono w ogrzewanie oraz nadmuch ciepłego powietrza na przednią szybę, co znacznie podniosło komfort nowego modelu w stosunku do modeli 400 i 401. W drzwiach pojawiły się nowoczesne klamki otwierane przyciskiem, bagażnik miał zamek odblokowywany z wnętrza pojazdu. Dopiero po otwarciu klapy bagażnika można było odchylić podstawę tylnej tablicy rejestracyjnej, pod którą ukryty był wlew paliwa. Koło zapasowe przewożone było z boku w bagażniku. Dźwignia zmiany biegów została umieszczona przy kierownicy. Standardowe wyposażenie samochodu stanowił radioodbiornik, a także automat wyłączający kierunkowskazy przy powrocie kierownicy do położenia na wprost. Pojazd otrzymał 12-woltową instalację elektryczną, która zastąpiła dotychczasową 6-woltową z modeli 400 i 401.

## Produkcja
W połowie lat 50. zakład MZMA miał bardzo ograniczone możliwości. Sztance do produkcji blach nadwozia przygotowywał głównie wydział narzędziowy Gorkowskich Zakładów Samochodowych (GAZ). Nie udało się też zakończyć na czas prac nad wdrożeniem do produkcji nowej jednostki napędowej. Przyczyną był brak funduszy na zakup nowych urządzeń produkcyjnych. Mimo to, zdecydowano się uruchomić seryjną produkcję nowego modelu z silnikiem oznaczonym "402", stanowiącym powiększone rozwinięcie silników 400 i 401 napędzających samochody Moskwicz 400-420 i Moskwicz 401-420. Oprócz silnika, nowy samochód odziedziczył po poprzednikach całą resztę układu napędowego: 3-biegową skrzynię z dźwignią przy kierownicy oraz tylny most, a także osprzęt silnika – m.in. rozrusznik uruchamiany pedałem.
Głównym mankamentem nowego samochodu był właśnie słaby,  przestarzały, dolnozaworowy silnik, którego konstrukcja sięgała jeszcze lat 30. XX wieku. Jednostka o pojemności 1220 cm³ rozwijała moc 35 KM przy 4200 obr./min i mogła rozpędzić samochód do szybkości 105 km/h. Wprawdzie po dwóch latach produkcji zastąpiono go przez zmodernizowaną jednostkę napędową – górnozaworowy silnik rzędowy o pojemności 1360 cm³, rozwijający moc 45 KM – nadal jednak nie był to nowoczesny silnik, lecz zmodernizowany agregat, u podstaw którego leżała stara konstrukcja rodem z Moskwicza 400. Wypuszczony na rynek w 1958 roku pojazd ze zmodernizowanym silnikiem, choć początkowo sprzężonym ze starą 3-biegową skrzynią biegów i starym mostem, otrzymał nowe oznaczenie Moskwicz 407 i zastąpił w produkcji model 402. Główną różnicę wizualną pomiędzy oboma samochodami stanowiła skrócona chromowana ozdoba na przedniej krawędzi tylnych błotników i dodanie napisu: „Москвич” z przodu maski w modelu 407.

## Dane techniczne
Główne źródło:
- Nadwozie: samonośne, stalowe, 4-drzwiowe, 4-miejscowe
- Długość/szerokość/wysokość: 4055 / 1540 / 1560 mm
- Rozstaw osi: 2370 mm
- Rozstaw kół: 1220 mm
- Szerokość tylnej kanapy: 1185 mm[3]
- Masa własna: 980 kg
- Masa całkowita: 1280 kg[3]
- Prześwit pod osiami: 200 mm[4]
- Pojemność bagażnika: 340 dm³
- Pojemność zbiornika paliwa: 35 dm³[3]

- Silnik: M-402 – gaźnikowy, 4-suwowy, 4-cylindrowy rzędowy, dolnozaworowy, chłodzony cieczą, umieszczony z przodu, napędzający koła tylne
- Pojemność skokowa: 1220 cm³
- Średnica cylindra x skok tłoka: 72 × 75 mm[3]
- Moc maksymalna: 35 KM przy 4200 obr./min
- Stopień sprężania: 7[3]
- Maksymalny moment obrotowy: 7,2 kGm przy 2400 obr./min[3] (70,6 Nm)
- Zasilanie: Gaźnik
- Skrzynia przekładniowa mechaniczna 3-biegowa, częściowo zsynchronizowana, z dźwignią przy kierownicy

- Zawieszenie przednie: niezależne, poprzeczne wahacze resorowane sprężynami, teleskopowe amortyzatory hydrauliczne dwustronnego działania, stabilizator poprzeczny[3]
- Zawieszenie tylne: zależne, sztywna oś na podłużnych resorach półeliptycznych, teleskopowe amortyzatory hydrauliczne dwustronnego działania
- Hamulce przednie i tylne bębnowe, hydrauliczne; hamulec ręczny mechaniczny na koła tylne[3]
- Ogumienie o wymiarach 5,60-15"

- Prędkość maksymalna: 105 km/h
- Zużycie paliwa: ok. 9 l/100 km
- Przyspieszenie 0-80 km/h: 28,5 s